# Patryk Lipski
Patryk Lipski (Szczecin, 12 juni 1994) is een Pools professioneel voetballer die doorgaans speelt als middenvelder. In juli 2025 verliet hij Ethnikos Achna.

## Clubcarrière
Lipski speelde in de jeugd van Salos Szczecin en werd in 2011 opgenomen in de opleiding van Ruch Chorzów. Deze doorliep hij en in 2014 mocht hij zijn debuut maken in het eerste elftal. Op 9 november van dat jaar mocht hij van coach Waldemar Fornalik tegen Jagiellonia Białystok in de blessuretijd invallen voor aanvaller Grzegorz Kuświk, die tweemaal doel had getroffen dat duel. Ruch won het duel uiteindelijk met 5–2. Tijdens de rest van de jaargang kwam de middenvelder niet meer in actie in het eerste elftal, maar tijdens het seizoen 2015/16 was hij een belangrijke basisspeler. Van de zesendertig competitiewedstrijden die hij speelde, begon hij vijfendertig keer als basisspeler aan de wedstrijd. Zijn eerste doelpunt maakte Lipski op 10 augustus 2015, toen met 1–1 gelijkgespeeld werd in eigen huis tegen Podbeskidzie Bielsko-Biała.
In de zomer van 2017 besloot Lipski de club te verlaten nadat hij al twee maanden geen salaris overgemaakt had gekregen. Een paar maanden later tekende hij bij Lechia Gdańsk. In augustus 2020 verkaste hij voor een bedrag van circa honderdvijftigduizend euro naar Piast Gliwice, waar hij zijn handtekening zette onder een verbintenis voor de duur van tweeënhalf jaar. In maart 2022 verkaste Lipski naar Widzew Łódź. Medio 2023 verkaste Lipski transfervrij naar Ethnikos Achna, waar hij voor twee jaar tekende.

## Clubstatistieken
| Seizoen | Club           | Competitie  | Competitie | Competitie | Beker | Beker | Internationaal | Internationaal | Totaal | Totaal |
| Seizoen | Club           | Competitie  | Wed.       | Dlp.       | Wed.  | Dlp.  | Wed.           | Dlp.           | Wed.   | Dlp.   |
| ------- | -------------- | ----------- | ---------- | ---------- | ----- | ----- | -------------- | -------------- | ------ | ------ |
| 2014/15 | Ruch Chorzów   | Ekstraklasa | 1          | 0          | 0     | 0     | —              | —              | 1      | 0      |
| 2015/16 | Ruch Chorzów   | Ekstraklasa | 36         | 4          | 2     | 1     | —              | —              | 38     | 5      |
| 2016/17 | Ruch Chorzów   | Ekstraklasa | 29         | 5          | 1     | 0     | —              | —              | 30     | 5      |
| 2017/18 | Lechia Gdańsk  | Ekstraklasa | 21         | 1          | 0     | 0     | —              | —              | 21     | 1      |
| 2018/19 | Lechia Gdańsk  | Ekstraklasa | 21         | 5          | 3     | 0     | —              | —              | 24     | 5      |
| 2019/20 | Lechia Gdańsk  | Ekstraklasa | 17         | 0          | 5     | 1     | 2              | 1              | 24     | 2      |
| 2020/21 | Piast Gliwice  | Ekstraklasa | 25         | 1          | 5     | 0     | 3              | 1              | 33     | 2      |
| 2021/22 | Piast Gliwice  | Ekstraklasa | 13         | 0          | 2     | 0     | —              | —              | 15     | 0      |
| 2021/22 | Widzew Łódź    | I liga      | 11         | 0          | 0     | 0     | —              | —              | 11     | 0      |
| 2022/23 | Widzew Łódź    | Ekstraklasa | 10         | 2          | 1     | 0     | —              | —              | 11     | 2      |
| 2023/24 | Ethnikos Achna | A Divizion  | 39         | 4          | 1     | 1     | —              | —              | 40     | 5      |
| 2024/25 | Ethnikos Achna | A Divizion  | 17         | 2          | 0     | 0     | —              | —              | 17     | 2      |
| Totaal  | Totaal         | Totaal      | 240        | 24         | 20    | 3     | 5              | 2              | 265    | 29     |

Bijgewerkt op 4 juli 2025.